# Cecilia Zandalasini
Cecilia Zandalasini (Broni, 16 marzo 1996) è una cestista italiana, ala del Famila Schio, delle G.S. Valkyries nella WNBA, e della nazionale italiana.

## Carriera

### Club

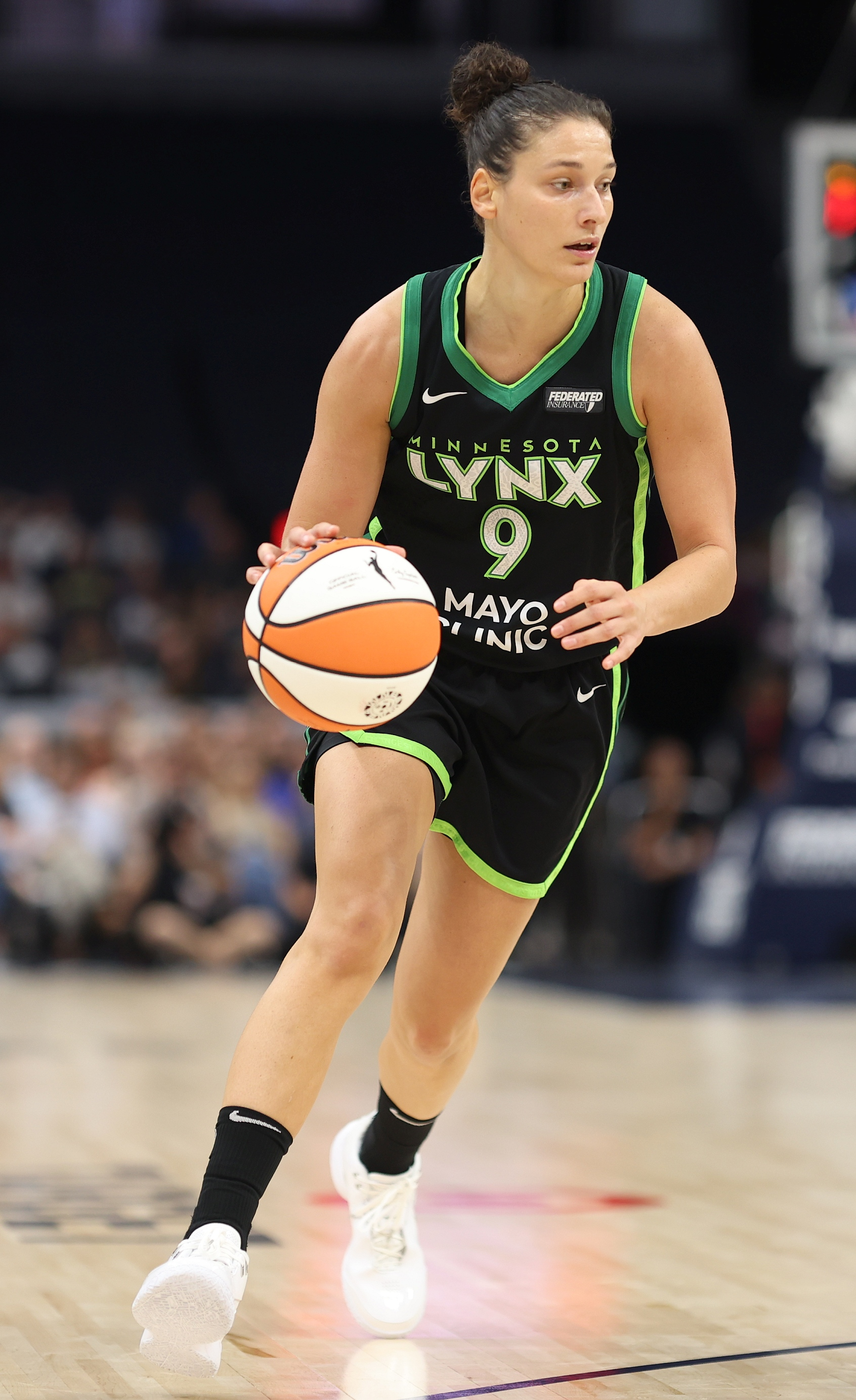
Zandalasini in palleggio per le Minnesota Lynx nel 2024

Ha partecipato ai campionati giovanili con la maglia del GEAS di Sesto San Giovanni, ottenendo la vittoria al campionato nazionale under 15 Élite nel 2011 (Bormio), in quello under 17 Élite nel 2012 (Cesenatico) e il secondo posto nella stessa categoria nel 2013 (Mosciano Sant'Angelo). Nella stagione 2013-2014, ritorna a giocare in Serie A2 con il GEAS e conquista il titolo italiano under 19, nelle finali nazionali giocatesi a Santarcangelo di Romagna, sconfiggendo in finale la Reyer Venezia. Tra il 2014 e il 2017 veste la canotta del Famila Schio.
Frattanto nell'agosto 2017 diventa la settima cestista italiana a giocare nella WNBA, oltreché la più giovane a militare oltreoceano, firmando per le Minnesota Lynx. Nell'ottobre dello stesso anno conquista il suo primo titolo WNBA, con le Minnesota Lynx che vincono la serie finale contro le L.A. Sparks per 3-2: Zandalasini è la seconda italiana a riuscirci dopo Catarina Pollini che aveva conquistato il titolo nel 1997 con le Houston Comets.
A luglio 2018 firma per il club turco del Fenerbahçe, dove rimane per il successivo triennio. Nel maggio 2021 torna in Italia accasandosi alla Virtus Bologna.
Nel 2024 torna alle Minnesota Lynx, con le quali arriva alla finale della WNBA: chiude la stagione regolare con 4,6 punti, 1,2 rimbalzi e 1,2 assist di media a partita. Dopo l'esperienza estiva in WNBA si trasferisce di nuovo nel campionato turco, stavolta nelle file del Galatasaray.
Dalla stagione 2025 passa alla neonata franchigia delle G.S. Valkyries, scelta come ottava al draft di espansione della squadra.

### Nazionale
Nel Campionato europeo under 20 2016 a Matosinhos, viene nominata migliore giocatrice della manifestazione, trascinando le Azzurre in finale contro la Spagna, dove conquistano la medaglia d'argento.
Nel Campionato europeo 2017 a Praga, viene inserita nel quintetto ideale della manifestazione.
Nel Campionato europeo 2025 al Pireo, viene inserita per la seconda volta in carriera nel miglior quintetto di un Europeo. Supera la soglia dei 1000 punti con la maglia azzurra, trascinando la nazionale femminile alla vittoria contro la Francia nella finale per il 3º/4º posto che è valsa la medaglia di bronzo.

## Statistiche

### Cronologia presenze e punti in nazionale
Aggiornate al 29 giugno 2025.
| Cronologia completa delle presenze e dei punti in Nazionale - Italia | Cronologia completa delle presenze e dei punti in Nazionale - Italia | Cronologia completa delle presenze e dei punti in Nazionale - Italia | Cronologia completa delle presenze e dei punti in Nazionale - Italia | Cronologia completa delle presenze e dei punti in Nazionale - Italia | Cronologia completa delle presenze e dei punti in Nazionale - Italia | Cronologia completa delle presenze e dei punti in Nazionale - Italia | Cronologia completa delle presenze e dei punti in Nazionale - Italia |
| Data                                                                 | Città                                                                | In casa                                                              | Risultato                                                            | Ospiti                                                               | Competizione                                                         | Punti                                                                | Note                                                                 |
| -------------------------------------------------------------------- | -------------------------------------------------------------------- | -------------------------------------------------------------------- | -------------------------------------------------------------------- | -------------------------------------------------------------------- | -------------------------------------------------------------------- | -------------------------------------------------------------------- | -------------------------------------------------------------------- |
| 10-12-2012                                                           | Orvieto                                                              | Ceprini Orvieto                                                      | 61 - 67                                                              | Italia                                                               | Amichevole                                                           | 7                                                                    | [ 9 ]                                                                |
| 21-1-2013                                                            | Chieti                                                               | CUS Chieti                                                           | 35 - 75                                                              | Italia                                                               | Amichevole                                                           | 11                                                                   | [ 10 ]                                                               |
| 8-3-2014                                                             | Rimini                                                               | Italia                                                               | 56 - 62                                                              | World Stars                                                          | Amichevole                                                           | 5                                                                    | [ 11 ]                                                               |
| 17-5-2014                                                            | Pomezia                                                              | Italia                                                               | 51 - 59                                                              | Gran Bretagna                                                        | Amichevole                                                           | 4                                                                    | [ 12 ]                                                               |
| 18-5-2014                                                            | Pomezia                                                              | Italia                                                               | 48 - 60                                                              | Gran Bretagna                                                        | Amichevole                                                           | 3                                                                    | [ 13 ]                                                               |
| 23-5-2014                                                            | Castel San Pietro Terme                                              | Italia                                                               | 66 - 74                                                              | Bulgaria                                                             | Amichevole                                                           | 7                                                                    | [ 14 ]                                                               |
| 24-5-2014                                                            | Castel San Pietro Terme                                              | Italia                                                               | 77 - 79 dts                                                          | Israele                                                              | Amichevole                                                           | 0                                                                    | [ 15 ]                                                               |
| 25-5-2014                                                            | Castel San Pietro Terme                                              | Italia                                                               | 82 - 72                                                              | Cina                                                                 | Amichevole                                                           | 9                                                                    | [ 16 ]                                                               |
| 26-5-2014                                                            | Castel San Pietro Terme                                              | Italia                                                               | 58 - 50                                                              | Paesi Bassi                                                          | Amichevole                                                           | 9                                                                    | [ 17 ]                                                               |
| 30-5-2014                                                            | Louvain-la-Neuve                                                     | Ucraina                                                              | 85 - 56                                                              | Italia                                                               | Torneo amichevole                                                    | 8                                                                    | [ 18 ]                                                               |
| 31-5-2014                                                            | Louvain-la-Neuve                                                     | Belgio                                                               | 76 - 51                                                              | Italia                                                               | Torneo amichevole                                                    | 2                                                                    | [ 19 ]                                                               |
| 1-6-2014                                                             | Louvain-la-Neuve                                                     | Paesi Bassi                                                          | 57 - 55                                                              | Italia                                                               | Torneo amichevole                                                    | 6                                                                    | [ 20 ]                                                               |
| 8-6-2014                                                             | Lucca                                                                | Italia                                                               | 66 - 58                                                              | Estonia                                                              | Qual. Euro 2015 - Girone C                                           | 8                                                                    | [ 21 ]                                                               |
| 12-6-2014                                                            | Coimbra                                                              | Portogallo                                                           | 54 - 52                                                              | Italia                                                               | Qual. Euro 2015 - Girone C                                           | 3                                                                    | [ 22 ]                                                               |
| 15-6-2014                                                            | Riga                                                                 | Lettonia                                                             | 70 - 59                                                              | Italia                                                               | Qual. Euro 2015 - Girone C                                           | 1                                                                    | [ 23 ]                                                               |
| 18-6-2014                                                            | Riga                                                                 | Estonia                                                              | 45 - 52                                                              | Italia                                                               | Qual. Euro 2015 - Girone C                                           | 1                                                                    | [ 24 ]                                                               |
| 25-6-2014                                                            | Ragusa                                                               | Italia                                                               | 83 - 68                                                              | Lettonia                                                             | Qual. Euro 2015 - Girone C                                           | 3                                                                    | [ 25 ]                                                               |
| 28-12-2014                                                           | Schio                                                                | Italia                                                               | 61 - 59                                                              | Russia                                                               | Torneo amichevole                                                    | 2                                                                    | [ 26 ]                                                               |
| 29-12-2014                                                           | Schio                                                                | Italia                                                               | 66 - 63                                                              | Romania                                                              | Torneo amichevole                                                    | 6                                                                    | [ 27 ]                                                               |
| 25-11-2015                                                           | Lucca                                                                | Italia                                                               | 121 - 38                                                             | Albania                                                              | Qual. Euro 2017                                                      | 12                                                                   | [ 28 ]                                                               |
| 20-2-2016                                                            | Schio                                                                | Italia                                                               | 57 - 56                                                              | Montenegro                                                           | Qual. Euro 2017                                                      | 3                                                                    | [ 29 ]                                                               |
| 24-2-2016                                                            | Tirana                                                               | Albania                                                              | 40 - 86                                                              | Italia                                                               | Qual. Euro 2017                                                      | 13                                                                   | [ 30 ]                                                               |
| 4-10-2016                                                            | Lucca                                                                | Italia                                                               | 45 - 80                                                              | World Stars                                                          | Amichevole                                                           | 3                                                                    | [ 31 ]                                                               |
| 19-11-2016                                                           | Lucca                                                                | Italia                                                               | 71 - 52                                                              | Gran Bretagna                                                        | Qual. Euro 2017                                                      | 16                                                                   | [ 32 ]                                                               |
| 23-11-2016                                                           | Podgorica                                                            | Montenegro                                                           | 66 - 57                                                              | Italia                                                               | Qual. Euro 2017                                                      | 9                                                                    | [ 33 ]                                                               |
| 26-5-2017                                                            | Latina                                                               | Italia                                                               | 71 - 62                                                              | Ungheria                                                             | Amichevole                                                           | 7                                                                    | [ 34 ]                                                               |
| 2-6-2017                                                             | Roma                                                                 | Italia                                                               | 56 - 70                                                              | Grecia                                                               | Amichevole                                                           | 0                                                                    | [ 35 ]                                                               |
| 3-6-2017                                                             | Roma                                                                 | Italia                                                               | 70 - 59                                                              | Grecia                                                               | Amichevole                                                           | 24                                                                   | [ 36 ]                                                               |
| 4-10-2017                                                            | Mulhouse                                                             | Francia                                                              | 69 - 64                                                              | Italia                                                               | Amichevole                                                           | 7                                                                    | [ 37 ]                                                               |
| 10-6-2017                                                            | Mulhouse                                                             | Spagna                                                               | 66 - 62                                                              | Italia                                                               | Amichevole                                                           | 15                                                                   | [ 38 ]                                                               |
| 16-6-2017                                                            | Hradec Králové                                                       | Bielorussia                                                          | 60 - 80                                                              | Italia                                                               | EuroBasket 2017                                                      | 18                                                                   | [ 39 ]                                                               |
| 17-6-2017                                                            | Hradec Králové                                                       | Turchia                                                              | 54 - 53                                                              | Italia                                                               | EuroBasket 2017                                                      | 23                                                                   | [ 40 ]                                                               |
| 19-6-2017                                                            | Hradec Králové                                                       | Slovacchia                                                           | 61 - 68                                                              | Italia                                                               | EuroBasket 2017                                                      | 15                                                                   | [ 41 ]                                                               |
| 20-6-2017                                                            | Hradec Králové                                                       | Ungheria                                                             | 48 - 49                                                              | Italia                                                               | EuroBasket 2017                                                      | 17                                                                   | [ 42 ]                                                               |
| 22-6-2017                                                            | Praga                                                                | Belgio                                                               | 79 - 66                                                              | Italia                                                               | EuroBasket 2017                                                      | 23                                                                   | [ 43 ]                                                               |
| 24-6-2017                                                            | Praga                                                                | Lettonia                                                             | 68 - 66                                                              | Italia                                                               | EuroBasket 2017                                                      | 25                                                                   | [ 44 ]                                                               |
| 25-6-2017                                                            | Praga                                                                | Italia                                                               | 71 - 54                                                              | Slovacchia                                                           | EuroBasket 2017 - Finale 7º posto                                    | 12                                                                   | [ 45 ]                                                               |
| 11-11-2017                                                           | Skopje                                                               | Macedonia                                                            | 52 - 61                                                              | Italia                                                               | Qual. Euro 2019 - Girone H                                           | 8                                                                    | [ 46 ]                                                               |
| 15-11-2017                                                           | San Martino di Lupari                                                | Italia                                                               | 71 - 83                                                              | Croazia                                                              | Qual. Euro 2019 - Girone H                                           | 17                                                                   | [ 47 ]                                                               |
| 10-2-2018                                                            | Borås                                                                | Svezia                                                               | 47 - 69                                                              | Italia                                                               | Qual. Euro 2019 - Girone H                                           | 19                                                                   | [ 48 ]                                                               |
| 14-2-2018                                                            | Pavia                                                                | Italia                                                               | 93 - 33                                                              | Macedonia                                                            | Qual. Euro 2019 - Girone H                                           | 21                                                                   | [ 49 ]                                                               |
| 17-11-2018                                                           | Slavonski Brod                                                       | Croazia                                                              | 52 - 64                                                              | Italia                                                               | Qual. Euro 2019 - Girone H                                           | 5                                                                    | [ 50 ]                                                               |
| 21-11-2018                                                           | La Spezia                                                            | Italia                                                               | 62 - 56                                                              | Svezia                                                               | Qual. Euro 2019 - Girone H                                           | 8                                                                    | [ 51 ]                                                               |
| 21-6-2019                                                            | Wevelgem                                                             | Belgio                                                               | 79 - 76                                                              | Italia                                                               | Amichevole                                                           | 16                                                                   | [ 52 ]                                                               |
| 22-6-2019                                                            | Courtrai                                                             | Belgio                                                               | 76 - 65                                                              | Italia                                                               | Amichevole                                                           | 9                                                                    | [ 53 ]                                                               |
| 27-6-2019                                                            | Niš                                                                  | Turchia                                                              | 54 - 57                                                              | Italia                                                               | EuroBasket 2019 - Primo turno, Gruppo C                              | 13                                                                   | [ 54 ]                                                               |
| 28-6-2019                                                            | Niš                                                                  | Italia                                                               | 51 - 59                                                              | Ungheria                                                             | EuroBasket 2019 - Primo turno, Gruppo C                              | 9                                                                    | [ 55 ]                                                               |
| 30-6-2019                                                            | Niš                                                                  | Italia                                                               | 75 - 57                                                              | Slovenia                                                             | EuroBasket 2019 - Primo turno, Gruppo C                              | 9                                                                    | [ 56 ]                                                               |
| 2-7-2019                                                             | Belgrado                                                             | Italia                                                               | 54 - 63                                                              | Russia                                                               | EuroBasket 2019 - Qualif. ai quarti di finale                        | 24                                                                   | [ 57 ]                                                               |
| 14-11-2019                                                           | Cagliari                                                             | Italia                                                               | 52 - 62                                                              | Rep. Ceca                                                            | Qual. Euro 2021 - Girone D                                           | 16                                                                   | [ 58 ]                                                               |
| 17-11-2019                                                           | Gentofte                                                             | Danimarca                                                            | 72 - 82                                                              | Italia                                                               | Qual. Euro 2021 - Girone D                                           | 22                                                                   | [ 59 ]                                                               |
| 13-11-2020                                                           | Riga                                                                 | Romania                                                              | 68 - 90                                                              | Italia                                                               | Qual. Euro 2021 - Girone D                                           | 18                                                                   | [ 60 ]                                                               |
| 15-11-2020                                                           | Riga                                                                 | Rep. Ceca                                                            | 63 - 69                                                              | Italia                                                               | Qual. Euro 2021 - Girone D                                           | 12                                                                   | [ 61 ]                                                               |
| 4-2-2021                                                             | Istanbul                                                             | Italia                                                               | 101 - 55                                                             | Danimarca                                                            | Qual. Euro 2021 - Girone D                                           | 17                                                                   | [ 62 ]                                                               |
| 6-2-2021                                                             | Istanbul                                                             | Italia                                                               | 81 - 66                                                              | Romania                                                              | Qual. Euro 2021 - Girone D                                           | 12                                                                   | [ 63 ]                                                               |
| 11-6-2021                                                            | Valencia                                                             | Turchia                                                              | 44 - 83                                                              | Italia                                                               | Amichevole                                                           | 5                                                                    | [ 64 ]                                                               |
| 17-6-2021                                                            | Valencia                                                             | Serbia                                                               | 86 - 81 dts                                                          | Italia                                                               | EuroBasket 2021 - Primo turno, Gruppo B                              | 18                                                                   | [ 65 ]                                                               |
| 18-6-2021                                                            | Valencia                                                             | Italia                                                               | 77 - 61                                                              | Montenegro                                                           | EuroBasket 2021 - Primo turno, Gruppo B                              | 11                                                                   | [ 66 ]                                                               |
| 20-6-2021                                                            | Valencia                                                             | Italia                                                               | 77 - 67                                                              | Grecia                                                               | EuroBasket 2021 - Primo turno, Gruppo B                              | 11                                                                   | [ 67 ]                                                               |
| 21-6-2021                                                            | Valencia                                                             | Italia                                                               | 46 - 64                                                              | Svezia                                                               | EuroBasket 2021 - Ottavi di finale                                   | 19                                                                   | [ 68 ]                                                               |
| 11-11-2021                                                           | Piešťany                                                             | Slovacchia                                                           | 66 - 69                                                              | Italia                                                               | Qual. Euro 2023 - Girone H                                           | 17                                                                   | [ 69 ]                                                               |
| 14-11-2021                                                           | Faenza                                                               | Italia                                                               | 82 - 48                                                              | Lussemburgo                                                          | Qual. Euro 2023 - Girone H                                           | 6                                                                    | [ 70 ]                                                               |
| 24-11-2022                                                           | Napoli                                                               | Italia                                                               | 78 - 29                                                              | Svizzera                                                             | Qual. Euro 2023 - Girone H                                           | 17                                                                   | [ 71 ]                                                               |
| 27-11-2022                                                           | Napoli                                                               | Italia                                                               | 81 - 60                                                              | Slovacchia                                                           | Qual. Euro 2023 - Girone H                                           | 4                                                                    | [ 72 ]                                                               |
| 9-2-2023                                                             | Lussemburgo                                                          | Lussemburgo                                                          | 51 - 109                                                             | Italia                                                               | Qual. Euro 2023 - Girone H                                           | 10                                                                   | [ 73 ]                                                               |
| 12-2-2023                                                            | Friburgo                                                             | Svizzera                                                             | 63 - 79                                                              | Italia                                                               | Qual. Euro 2023 - Girone H                                           | 10                                                                   | [ 74 ]                                                               |
| 24-5-2023                                                            | Vigo                                                                 | Cina                                                                 | 63 - 62                                                              | Italia                                                               | Torneo amichevole                                                    | 15                                                                   | [ 75 ]                                                               |
| 25-5-2023                                                            | Vigo                                                                 | Italia                                                               | 44 - 55                                                              | Spagna                                                               | Torneo amichevole                                                    | 12                                                                   | [ 76 ]                                                               |
| 3-6-2023                                                             | Atene                                                                | Croazia                                                              | 57 - 82                                                              | Italia                                                               | Torneo amichevole                                                    | 11                                                                   | [ 77 ]                                                               |
| 4-6-2023                                                             | Atene                                                                | Italia                                                               | 93 - 40                                                              | Grecia                                                               | Torneo amichevole                                                    | 6                                                                    | [ 78 ]                                                               |
| 11-6-2023                                                            | Pordenone                                                            | Italia                                                               | 65 - 70                                                              | Germania                                                             | Amichevole                                                           | 9                                                                    | [ 79 ]                                                               |
| 15-6-2023                                                            | Tel Aviv                                                             | Italia                                                               | 58 - 61                                                              | Rep. Ceca                                                            | EuroBasket 2023 - Primo turno, Gruppo B                              | 10                                                                   | [ 80 ]                                                               |
| 16-6-2023                                                            | Tel Aviv                                                             | Israele                                                              | 68 - 88                                                              | Italia                                                               | EuroBasket 2023 - Primo turno, Gruppo B                              | 33                                                                   | [ 81 ]                                                               |
| 18-6-2023                                                            | Tel Aviv                                                             | Belgio                                                               | 72 - 64                                                              | Italia                                                               | EuroBasket 2023 - Primo turno, Gruppo B                              | 11                                                                   | [ 82 ]                                                               |
| 19-6-2023                                                            | Tel Aviv                                                             | Montenegro                                                           | 63 - 49                                                              | Italia                                                               | EuroBasket 2023 - Ottavi di finale                                   | 6                                                                    | [ 83 ]                                                               |
| 9-11-2023                                                            | Vigevano                                                             | Italia                                                               | 76 - 67                                                              | Grecia                                                               | Qual. Euro 2025 - Girone I                                           | 15                                                                   | [ 84 ]                                                               |
| 12-11-2023                                                           | Amburgo                                                              | Germania                                                             | 53 - 70                                                              | Italia                                                               | Qual. Euro 2025 - Girone I                                           | 16                                                                   | [ 85 ]                                                               |
| 7-11-2024                                                            | Genova                                                               | Italia                                                               | 68 - 47                                                              | Rep. Ceca                                                            | Qual. Euro 2025 - Girone I                                           | 8                                                                    | [ 86 ]                                                               |
| 10-11-2024                                                           | Chalkida                                                             | Grecia                                                               | 56 - 45                                                              | Italia                                                               | Qual. Euro 2025 - Girone I                                           | 6                                                                    | [ 87 ]                                                               |
| 6-2-2025                                                             | Faenza                                                               | Italia                                                               | 79 - 60                                                              | Germania                                                             | Qual. Euro 2025 - Girone I                                           | 8                                                                    | [ 88 ]                                                               |
| 9-2-2025                                                             | Brno                                                                 | Rep. Ceca                                                            | 74 - 69                                                              | Italia                                                               | Qual. Euro 2025 - Girone I                                           | 9                                                                    | [ 89 ]                                                               |
| 10-6-2025                                                            | Brno                                                                 | Rep. Ceca                                                            | 48 - 74                                                              | Italia                                                               | Amichevole                                                           | 5                                                                    | [ 90 ]                                                               |
| 11-6-2025                                                            | Brno                                                                 | Rep. Ceca                                                            | 67 - 68                                                              | Italia                                                               | Amichevole                                                           | 2                                                                    | [ 91 ]                                                               |
| 13-6-2025                                                            | Castenaso                                                            | Italia                                                               | 79 - 41                                                              | Montenegro                                                           | Amichevole                                                           | 10                                                                   | [ 92 ]                                                               |
| 18-6-2025                                                            | Bologna                                                              | Serbia                                                               | 61 - 70                                                              | Italia                                                               | EuroBasket 2025 - Girone B                                           | 20                                                                   | [ 93 ]                                                               |
| 19-6-2025                                                            | Bologna                                                              | Italia                                                               | 77 - 66                                                              | Slovenia                                                             | EuroBasket 2025 - Girone B                                           | 14                                                                   | [ 94 ]                                                               |
| 21-6-2025                                                            | Bologna                                                              | Italia                                                               | 65 - 51                                                              | Lettonia                                                             | EuroBasket 2025 - Girone B                                           | 22                                                                   | [ 95 ]                                                               |
| 24-6-2025                                                            | Atene                                                                | Italia                                                               | 76 - 74 dts                                                          | Turchia                                                              | EuroBasket 2025 - Quarti di finale                                   | 14                                                                   | [ 96 ]                                                               |
| 27-6-2025                                                            | Atene                                                                | Italia                                                               | 64 - 66                                                              | Belgio                                                               | EuroBasket 2025 - Semifinale                                         | 11                                                                   | [ 97 ]                                                               |
| 29-6-2025                                                            | Atene                                                                | Francia                                                              | 54 - 69                                                              | Italia                                                               | EuroBasket 2025 - Finale 3º posto                                    | 20                                                                   | 3º posto                                                             |
| Totale                                                               |                                                                      | Presenze                                                             | 90                                                                   |                                                                      | Punti                                                                | 1013                                                                 |                                                                      |

## Palmarès

### Club
- Campionato italiano: 3

Famila Schio: 2014-15, 2015-16, 2017-18
- Supercoppa italiana: 5

Famila Schio: 2014, 2015, 2016, 2017
Virtus Bologna: 2023
- Coppa Italia: 4

Famila Schio: 2014, 2015, 2017, 2018
- Campionato WNBA: 1

Minnesota Lynx: 2017
- Campionato turco: 1

Fenerbahçe: 2018-19
- WNBA Commissioner's Cup: 1

Minnesota Lynx: 2024

### Individuale
- Premio Reverberi: 1

Miglior giocatrice: 2015-16